# Малое Истье
Малое Истье — деревня в Старожиловском районе Рязанской области. Входит в Ленинское сельское поселение

## География
Находится в западной части Рязанской области на расстоянии приблизительно 13 км на юг по прямой от районного центра поселка Старожилово.

## История
На карте 1850 года деревня была уже обозначена (как Истья или Выселки) с 8 дворами, в 1859 году учтено было также 8 дворов, в 1897 году — 36.

## Население
Численность населения: 78 человек (1859), 266 (1897), 8 в 2002 году (русские 87 %), 8 в 2010.